# 道格拉斯·L·霍华德号护航驱逐舰
道格拉斯·L·霍华德号护航驱逐舰（英語：USS Douglas L. Howard，舷号：DE-138），是美国海军于第二次世界大战期间建造的一艘埃德索尔级护航驱逐舰，其舰名取自第一次世界大战中的海军十字勋章获得者道格拉斯·莱盖特·霍华德上校。
道格拉斯·L·霍华德号由上校的女儿D·I·托马斯（D. I. Thomas）女士冠名，于1942年12月8日在德克萨斯州奥兰治联合钢铁厂铺设龙骨，随后于次年1月24日下水。1943年7月29日，道格拉斯·L·霍华德号正式服役，交由戈登·登斯洛·基萨姆（Gordon Denslow Kissam）少校指挥。

## 设计与装备
埃德索尔级护航驱逐舰的设计与巴克利级护航驱逐舰类似，均采用长船体并建有较高的舰桥。该级护航驱逐舰配备3英寸（76毫米）50倍径单装主炮，后续曾计划更换为5英寸（127毫米）38倍径主炮，但最终没有实际执行。该级护航驱逐舰由4台费尔班克斯-莫尔斯38D8-1/8-10内燃机提供动力，总功率最高可达6000匹马力，最高航速21节。其燃料舱可携带312吨重油，在12节航速下航程可达11000海里。此外，该级舰船还配备有较完善的侦查搜索系统，包括SL或SU水面雷达、SA对空雷达、QC声呐系统以及用于监听潜艇无线电的HF/DF天线。

## 服役历史
1943年10月4日至1944年3月19日，道格拉斯·L·霍华德号共护送3批船队前往法属摩洛哥卡萨布兰卡。4月3日至5月30日，她加入以科尔号护航航空母舰为核心的猎潜大队进行巡逻任务，随后于6月15日被调往威克岛号护航航空母舰所在船队进行类似任务直至8月29日。
道格拉斯·L·霍华德号在波士顿完成检修后，于9月8日至11月26日间护送米申湾号护航航空母舰船队前往南大西洋执行反潜巡逻任务。此后她继续护送船队北上，并在船队于加勒比地区训练和在梅波特选拔航母飞行员期间为其提供警戒和保护。之后，她被派往北大西洋继续执行反潜巡逻任务。
1945年6月30日，道格拉斯·L·霍华德号由波士顿出发前往加利福尼亚州圣迭戈，随后于8月8日抵达珍珠港。9月3日，她于埃内韦塔克环礁处加入当地的巡逻和护航船队，9月25日至11月16日，她又协助友军占领了加罗林群岛的勒莱岛并处置了投降日军的武器装备。此后一段时间，她都在马绍尔群岛海域协助占岛行动。1946年1月6日，道格拉斯·L·霍华德号离开夸贾林环礁返回美国本土，最终于2月15日抵达纽约。
3月13日，道格拉斯·L·霍华德号驶抵佛罗里达州格林科夫斯普林斯封存，6月17日，她于当地退役。1972年10月1日，她自美国海军除籍并于1974年5月14日被出售拆解。

## 荣誉
道格拉斯·L·霍华德号在其服役期间所获荣誉如下：
|             |  |  |
| Bronze star |  |  |

| 美国战役奖章 | 亚太战役奖章 |

| 欧洲-非洲-中东战役奖章 （1枚战斗之星） | 第二次世界大战胜利奖章 | 海军占领服役奖章 |

## 历任舰长
| 姓名       | 译名                 | 军衔 | 所属军种       | 任职时间                  |
| ---------- | -------------------- | ---- | -------------- | ------------------------- |
|            | 戈登·登斯洛·基萨姆   | 少校 | 美国海军预备役 | 1943年7月29日             |
|            | 威廉·法默·斯托基     | 少校 | 美国海军预备役 | 1943年11月26日            |
|            | 小约翰·托马斯·普瑞特 | 少校 | 美国海军预备役 | 1944年8月29日             |
|            | 莫里斯·B·巴克        | 上尉 | 美国海军预备役 | 1945年8月5日              |
|            | 阿尔文·J·克龙维奇    | 上尉 | 美国海军预备役 | 1946年1月1日-1946年4月1日 |
| 参考文献： |                      |      |                |                           |